# Henri Ghéon
Henri Vangeon, ps. Henri Ghéon (ur. 15 marca 1875 w Bray-sur-Seine, zm. 13 czerwca 1944 w Paryżu) – francuski powieściopisarz, nowelista i dramaturg, jeden z przedstawicieli XX-wiecznego modernizmu.
Tworzyć zaczął w wieku osiemnastu lat, kiedy to przeniósł się do stolicy kraju w celu rozpoczęcia studiów medycznych. Był jedną z najciekawszych postaci paryskiej cyganerii artystycznej, zawierając liczne przyjaźnie z najwybitniejszymi twórcami swojej epoki, min. z Francisem Jammesem czy Stéphane’em Mallarmém. Pierwsze próby literackie Ghéona wynikały z fascynacji symbolizmem; ich głównym źródłem inspiracji była przy tym tak zwana „powieść modernistyczna” spod znaku Augusta de Villiersa de L’Isle-Adama, łącząca w sobie różne style i techniki, a także efekty muzyczne. Później skłaniał się jednak w stronę satyry społecznej z lekkimi tendencjami do nowatorstwa formy.
Przyjaźń z Andrém Gide’em zaowocowała powstaniem Nouvelle Revue Française, którego Ghéon był jednym z filarów i najważniejszych współzałożycieli.
Kiedy w 1914 wybuchła I wojna światowa, pisarz musiał zarzucić pracę literacką, aby zająć się pomocą medyczną dla rannych żołnierzy. Bezpośrednie doświadczenie okrucieństw wojny sprawiło, że po jej zakończeniu Ghéon zwrócił się w stronę wiary katolickiej. Jednocześnie gruntownej metamorfozie – zarówno pod względem stylu, jak i treści – uległa jego twórczość literacka: zanurzone w duchu chrześcijańskim powieści i poezje z tego okresu upodabniają się do opisu mistycznego.
Napisał szereg książek na temat żywotów świętych Kościoła katolickiego, w tym:
- monografię Jana Marii Vianney,
- monografię Jana Bosko,
- monografię Bernarda z Menthon.

Opracowania :
- Catherine Boschian-Campaner, Henri Ghéon, camarade de Gide : Biographie d'un homme de désirs, Presses de la Renaissance, 2008 ISBN 978-2-7509-0406-7